# Israel Julius Elkan

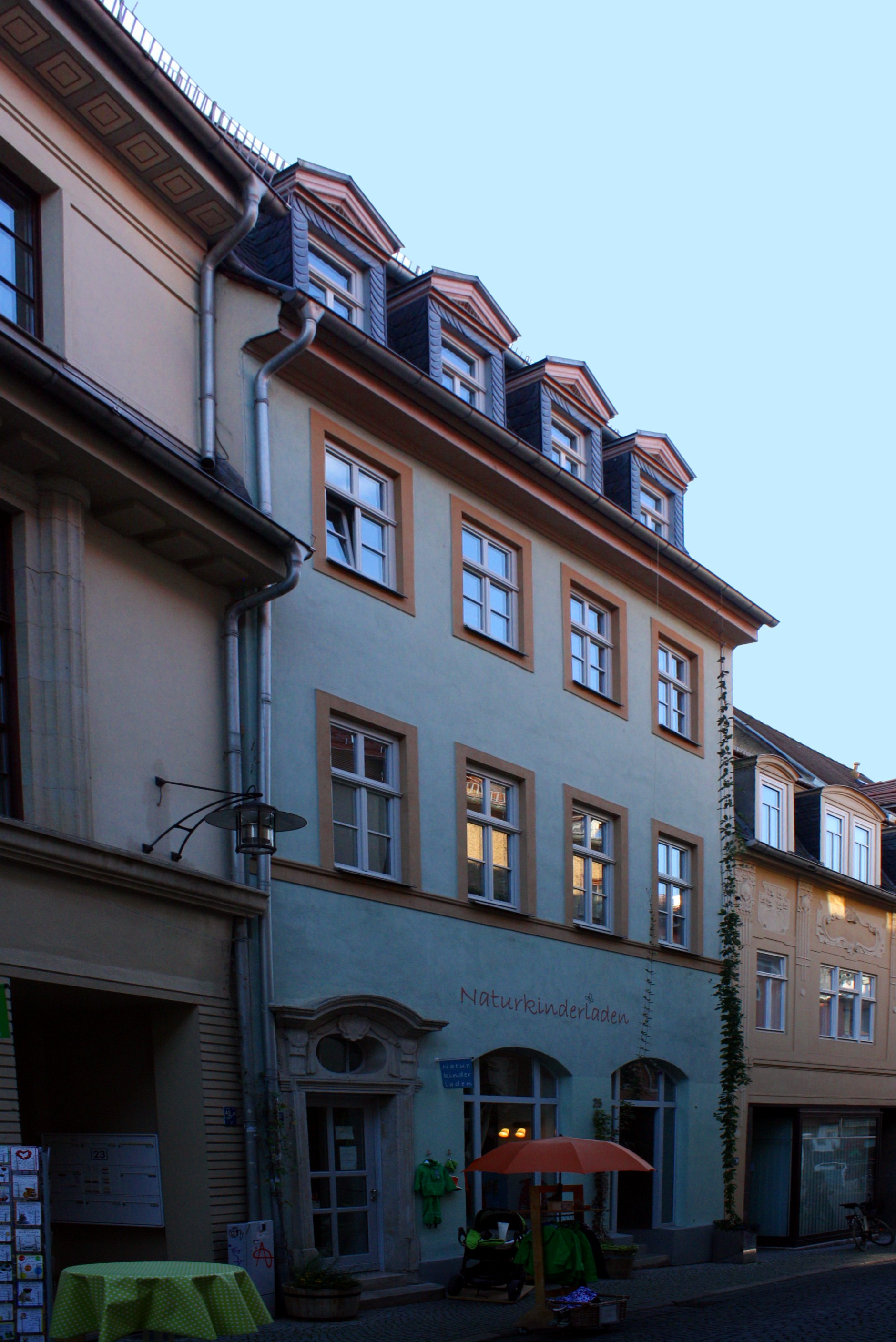
Wohn- und Geschäftshaus von Jacob Elkan und Elternhaus von Israel Julius Elkan in der Windischenstraße 25

Israel Julius Elkan (* 21. April 1777; † 28. Juli 1839 in Weimar) war ein deutscher Bankier.
Israel Julius Elkan war der Sohn des Kaufmanns und Hoffaktors Jacob Elkan (1742–1805). Ab 1800 war er im Bankgeschäft tätig. Bei ihm verkehrte häufig der Schriftsteller und spätere Verleger Moritz Veit, der mit Elkans Frau (geb. Borchardt) aus Berlin verwandt war. Veit heiratete 1834 Elkans Tochter Johanna. Am 30. Oktober 1833 wurde er zum Großherzoglich Sächsisch-Weimarischen Hofbankier ernannt. Einer seiner Kunden war der Dichter Friedrich Schiller. Es ist anzunehmen, dass Schiller seine Geschäfte bezüglich seines Weimarer Wohnhauses über Elkan regelte. Auch Goethe hatte geschäftlich viel mit ihm zu tun. Elkan war der bedeutendste Bankier im Weimar der Klassik. Das Bankhaus Elkan bestand bis 1905, als es von der Magdeburger Privatbank übernommen wurde. Ab 1816 befand sich sein Bankhaus im Wiegand’schen Haus auf dem Burgplatz 3–7 gegenüber des Löwenportals des Schlosses.
Er wurde auf dem Jüdischen Friedhof in Weimar bestattet.